# Сонгпа (район Сеула)

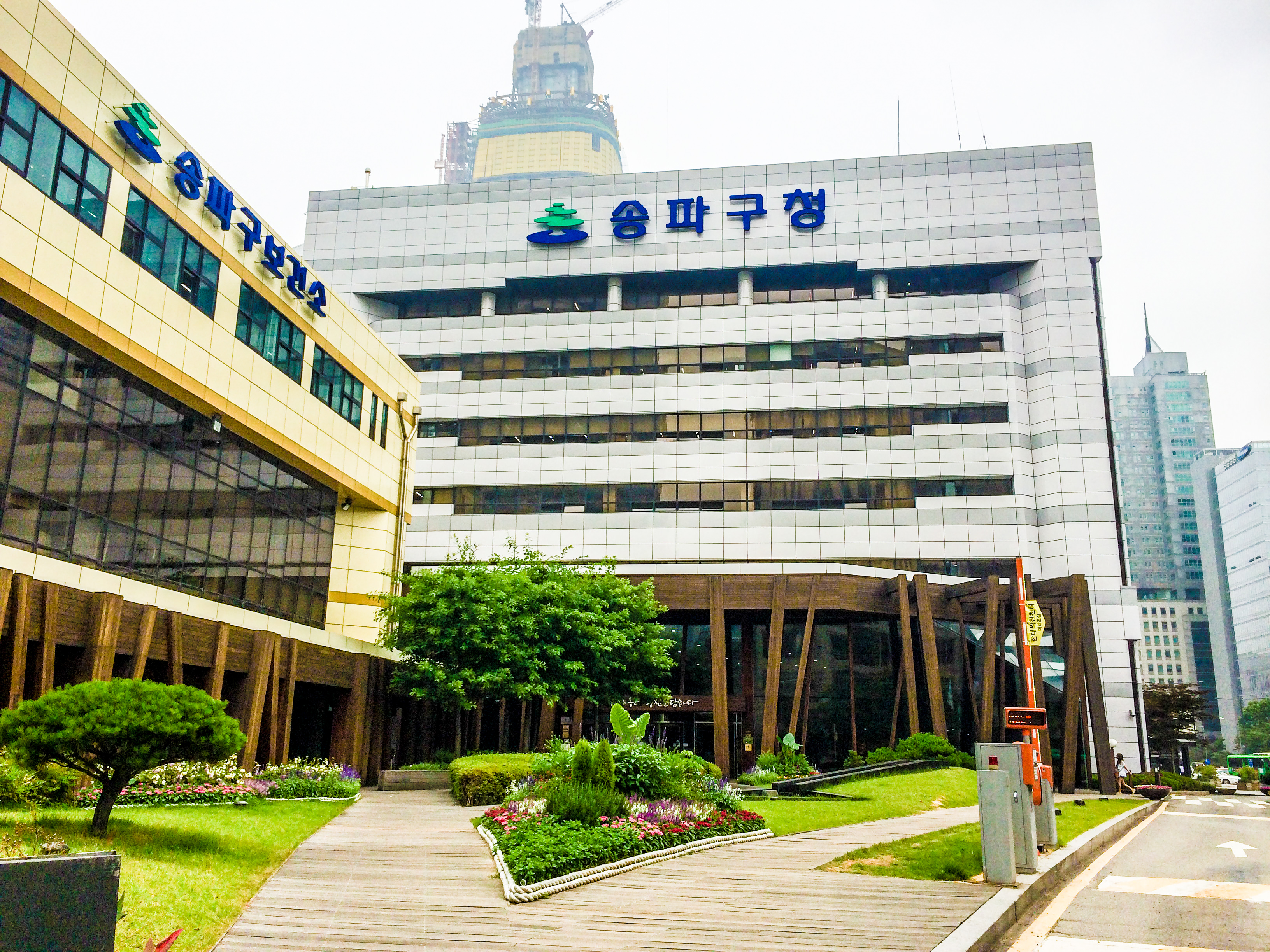
Офіс Сонгпа-Гу

Сонгпа-гу — автономний район у південно-східній частині Сеулу, був відділений від Кандонгу у 1988 році. Населення району складається з 660 000 людей, що робить його найнаселенішим районом у Сеулі. Район оточений трьома ріками: Рікою Хан, Сонечхон, Танчхон, а також горою Чхоннянсан.
У Сонгпа-гу знаходяться гробниці Пунгнаптосон та Монччонтосон, а також гробниці Сокчхон-дон та гробниця Бангі-дон, яка є реліквіями періоду Пекче. Район Сонгпа-гу вважається столицею періоду Хансон Пекче.

## Адміністративний поділ
Адміністративний район Сонгпа-гу управляється 13 юридичними донгами, які складаються 27 адміністративних донгів.

## Освіта

### Університети
- Корейський національний спортивний університет

### Школи
- Середня школа Гарака
- Середня школа Бемен
- Сеульська середня школа штучного інтелекту
- Iльшинська жіноча комерційна середня школа
- Середня школа для дівчаток Чонмен
- Середня школа Мунджон
- Середня школа Посон
- Середня школа Ендоніль
- Середня школа Джамшина
- Середня школа для дівчаток Чхандокка
- Середня школа Мунхен
- Середня школа Бойіна
- Середня школа для дівчаток Йонпа
- Середня школа Джамсіля
- Середня школа Бангсан
- Сеульська спортивна середня школа
- Середня школа Огім
- Середня школа для дівчаток Джамсіл
- Середня школа Джаміля
- Середня школа Токсу

### Спеціальні школи
- Школа Skylight у Квансоні
- Школа домогосподарок Сінмен
- Корейська освітня школа

## Бібліотеки
- Бібліотека Сонгпа 263
- Дитяча бібліотека Сонгпа
- Бібліотека Геома
- Бібліотека Сонгпа Келмару
- Бібліотека Олімпійського парку
- Бібліотека Гарак Молл
- Бібліотека Долмарі
- Маленька бібліотека Пайн-Хілл

## Туристичні місця
- Сад П'ять
- Лотте Уорлд
- Лотте Уорлд Тауер
- Мунджонг Родео
- Банги водно-болотні угіддя
- Озеро Сокчхон
- Сонечхон
- Аквапарк Сонечхон
- Олімпійський парк
- Спортивний комплекс Джамсіл
- Сеульський книжковий звіт
- Сонгпа Дулле-гіль
- Парк Джамсіл Ханган

## Культурні заходи

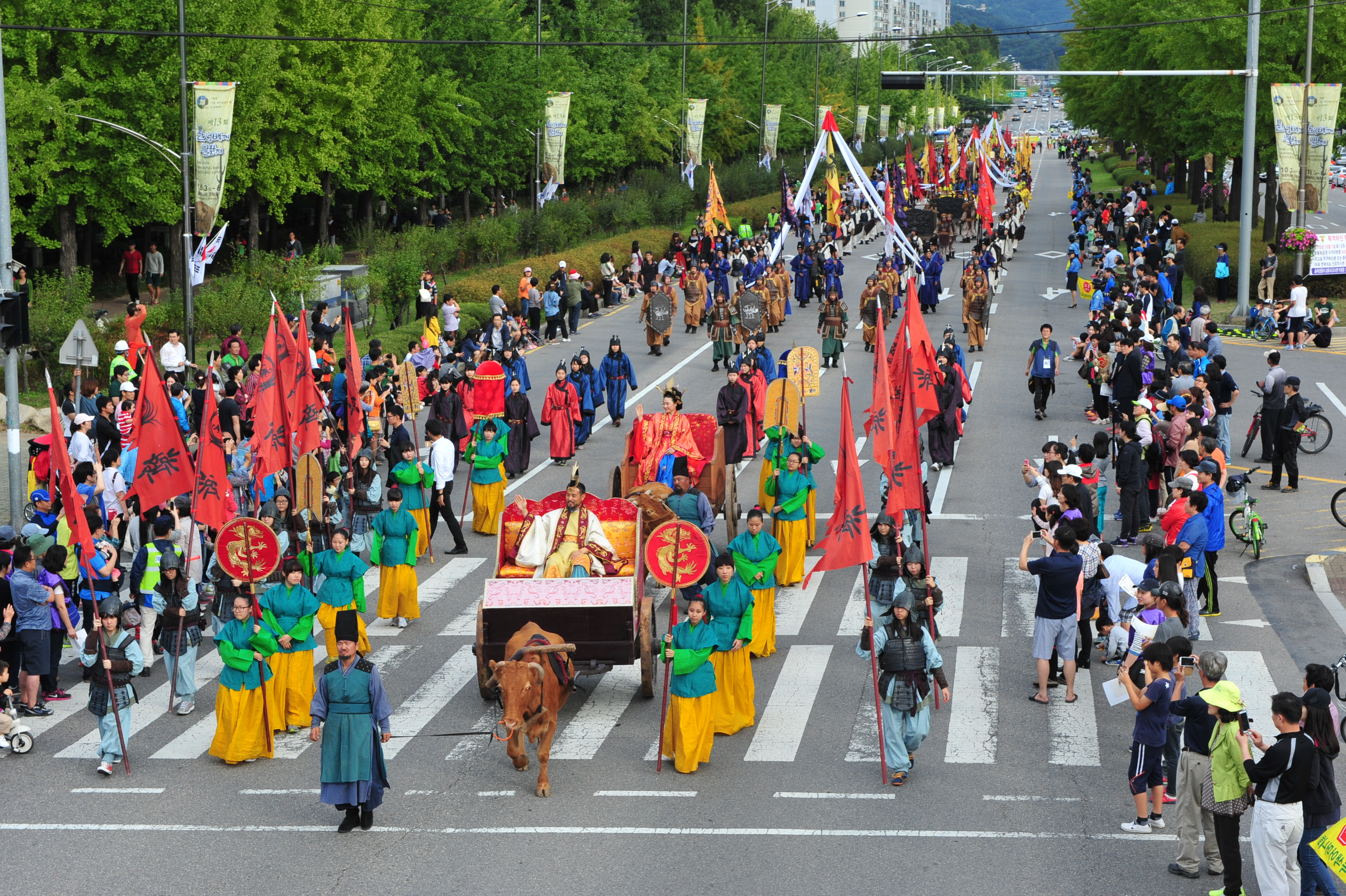
Культурний фестиваль Хансон Пекче

- Культурний фестиваль Хансон Пекче
- Стародавні гробниці Пекче
- Сонгпа Пекджунг Норі
- Сонгпа Ссіреум
- Гра Сонгпа Сандае

## Транспорт

### Метрополітен
| Корейська залізнична корпорація | Станція | Місто    | Сеульський метрополітен |
| Лінія Суїн-Бунданг              | Станція | МІсто    | Лінія 2                 |
| Місто                           | Станція | Місто    | Станції                 |
| ------------------------------- | ------- | -------- | ----------------------- |
| Каннагму                        | Покчон  | Соннасмі | Кванджин-гу             |
|                                 |         |          | Чамсільнару             |
|                                 |         |          | Чамсіл                  |
|                                 |         |          | Джамсіл-Саєне           |
|                                 |         |          | Спорт-комплекс          |
|                                 |         |          | Каннагму                |

### Автобусні компанії
- Daesung Transportation
- Сеульський автобус
- Комерційний транспорт Songpa
- Shinheung Enterprise
- Jinhwa Transportation
- Корейський автомобіль BRT
- Hanseo Transportation
- Seoul Airport Limousine (Тільки з аеропорту)

### Шосе
1-е Кільце швидкісної автомагістралі столічного регіону

### Дороги

#### З'єднуючі північ і південь
- Сонгпа-деро
- Віресон-деро
- Танчхон-дон-ро
- Огім-ро

#### З'єднуючі схід і захід
- Хангарам-ро
- Олімпік-ро
- Яндже-деро
- Пекче-Бунро
- Гарак-ро
- Чон-Деро
- Доннам-Ро
- Мунджон-Ро.